# 黄文熙
黄文熙（1909年1月3日—2001年1月1日），中国岩土工程与水工建筑专家。原籍江苏吴江，生于上海。1929年毕业于中央大学土木工程系。1935年获美国密执安大学硕士学位，1937年获博士学位。清华大学教授。1955年选聘为中国科学院院士（学部委员）。
1937年回国。曾任中央大学水利系教授、系主任。1949年后，历任南京大学、南京工学院、华东水利学院教授，清华大学水利系教授、博士生导师，水利电力部水利水电科学研究院副院长。